# 達來瀑布
達來瀑布位於屏東縣三地門鄉隘寮北溪左岸支流，達來部落東方約2.3公里處。瀑布標高約450公尺至330公尺，落差約120公尺，由台24線霧台公路28K或其上方的|屏31線三德道路可遠眺瀑布。

## 解
1. ↑  根據《臺灣通用電子地圖【NLSC】》、《臺灣通用正射影像【NLSC】》對照。